# グランプリサーカス
『グランプリサーカス』は、1990年にウエストサイドより発売されたパーソナルコンピュータ（PC-9800シリーズ）用ゲームソフト。ジャンルはレースゲーム。

## 概要
1990年当時のF1をもとにしたレースゲーム。システムディスクとコースディスクに分かれており、システムディスク販売時にはオリジナルのコースと鈴鹿サーキットのコースディスクが付属した。その後、各コースディスクが徐々に発売されていく型式が取られた。ゲームのパッケージにはFIAのロゴが印刷されている。

## 登場するコンストラクターズ
コンストラクターズ名やドライバー名は表示されないが、マシンのカラーリングから以下のコンストラクターズのマシンと考えられた。
- マクラーレン・ホンダ
- フェラーリ
- ウイリアムズ・ルノー
- ベネトン・フォード
- レイトンハウス・ジャッド
- ティレル・コスワース
- リジェ・ランボルギーニ
- エスポラルース・ランボルギーニ
- フットワークアロウズ・コスワース
- ロータス・ランボルギーニ

## ゲームの進行・内容
- コースディスクをロードする。
- コンストラクターを選択する。ユーザーが操縦する場合、コンストラクターによるマシン性能に基本的な差はない。
- ゲームレベルを選択する。1～8までの8段階であり、数字が多くなるにつれ遠心加速度が増大し、実際のコーナリング速度に近づく。レベル1ではどんなコーナーでも300km/h以上で曲がることが出来る。
- トランスミッションを選択する。マニュアルとオートマがある。
- ギア比を選択する。高速7速、低速4速、中高速6速、低中速6速の4種類。
- 本戦の周回数を設定する。
- 天候を設定する。ドライとウェットが選択可能。
- プラクティクス、予選を行うことが出来る。予選の結果によってスターティンググリッドが決定する。
- 本選を行う。ユーザーのマシンを含めて10台が参加する。コンピュータが操縦するマシンはほぼ1990年当時のマシン性能順に速い。
- 他車に接触した場合、コースアウトした場合には、その場でスピンとなり0km/hからの再スタートとなる。
- ゲーム内ではスリップストリームが再現されている。
- バックミラーによる他車の接近も再現されている。
- タイヤの摩耗も再現されている。周回し続けるとグリップ力が低下するため、ピットでタイヤを交換できる。ピットレーン走行時は自動走行に変化する。
- マシンの操作は、「4」「6」でハンドル、「2」「8」でシフト、「z」でブレーキ、「x」でアクセル。クラッチは設定されていない。

## プレイできるコース
オリジナルコースと鈴鹿サーキット以外は、追加ディスクとして3サーキットずつ発売された。また、発売が1990年から1991年にまたがり、スペインGPとフランスGPの開催サーキットが変更されたため、それに合わせて追加として発売された。しかし、1サーキット足りないため、1989年まで開催されていたブラジルGPのサーキットと合わせて発売となった。
- オリジナルコース(8の字型のコース)
- 鈴鹿サーキット(日本グランプリ)
- フェニックス市街地コース(アメリカグランプリ)
- インテルラゴス・サーキット(ブラジルグランプリ)
- イモラ・サーキット(サンマリノグランプリ)
- モンテカルロ市街地コース(モナコグランプリ)
- ジル・ヴィルヌーヴ・サーキット(カナダグランプリ)
- エルマノス・ロドリゲス・サーキット(メキシコグランプリ)
- ポール・リカール・サーキット(フランスグランプリ)
- シルバーストン・サーキット(イギリスグランプリ)
- ホッケンハイムリンク(ドイツグランプリ)
- ハンガロリンク(ハンガリーグランプリ)
- スパ・フランコルシャン(ベルギーグランプリ)
- モンツァ・サーキット(イタリアグランプリ)
- エストリル・サーキット(ポルトガルグランプリ)
- ヘレス・サーキット(スペイングランプリ)
- アデレード市街地コース(オーストラリアグランプリ)
- ネルソン・ピケ・サーキット(ブラジルグランプリ)
- カタロニア・サーキット(スペイングランプリ)
- マニクール・サーキット(フランスグランプリ)